# Christoph Förster
Christoph Förster (ur. 30 listopada 1693 w Bibra, zm. 6 grudnia 1745 w Rudolstadt) – niemiecki kompozytor.

## Życiorys
Kształcił się w Weißenfels u Johanna Davida Heinichena i w Merseburgu u Georga Friedricha Kauffmanna. Od 1717 roku działał w Merseburgu jako skrzypek, a później także kapelmistrz orkiestry książęcej. W 1743 roku został kapelmistrzem na dworze w Rudolstadt.
Komponował symfonie, koncerty, suity orkiestrowe, utwory kameralne i religijne, był autorem ponad 20 kantat.